# Municipi de Sozòpol
El municipi de Sozòpol (búlgar: Община Созопол) és un municipi búlgar pertanyent a la província de Burgàs, amb capital a la ciutat homònima. Es troba a l'est de la província.
L'any 2011 tenia 12.610 habitants, un 70,5% búlgars, un 4,15% turcs i un 13,31% gitanos. Més d'un 30% de la població municipal viu a la capital.

## Localitats
El municipi es compon de les següents localitats:
| - Sozòpol - 5.862 hab. - Tchernomorets - 2.234 hab. - Rossen - 1.458 hab. - Zidarovo - 1.315 hab. - Atiya - 1.042 hab. - Ravna Gora - 921 hab. | - Krushevetz - 913 hab. - Ravadinovo - 783 hab. - Gabar - 315 hab. - Prisad - 239 hab. - Indje Voyvoda - 230 hab. - Varshilo - 176 hab. |